# 大津市立比叡平小学校
大津市立比叡平小学校（おおつしりつひえいだいらしょうがっこう）は、滋賀県大津市比叡平にある公立小学校。

## 概要
比叡平は滋賀県と京都府のちょうど県境に当たる。また児童数は約140人程度。主な進学先は大津市立皇子山中学校であるが、志賀小学校山中分校の学区であった山中町の児童については京都市立近衛中学校への通学も認められている。

## 行事等
周辺の学区は大津市の中で標高が最も高く、災害時に孤立する可能性があり、地域の自主防災組織と連携して毎年「防災体験学習」が6年生を対象に実施されている。
冬には積雪が多いことを利用し雪まつりが行われている。また、2007年からのど自慢大会という児童が歌を歌う行事もスタートした。隣には比叡平幼稚園があり、毎年の運動会は幼稚園と合同でするなどの交流がある。
個体数減少が進むモリアオガエルを保護するためのビオトープが校内に整備されており、ボウフラ対策としてメダカの放流や水草の植樹が行われている。

## 校訓
- ひろい心で助け合う子
- えい知を出して考える子
- いしが強く粘り強い子

縦から読むと「ひえい」となり学校名と校訓が合わさっている。

## 主な出身有名人
- 太田雄貴
- 三木二郎
- 宮川大輔 - お笑いタレント[5]
- 高橋ユウ
- 高橋メアリージュン
- TAKUMA（10-FEET）
- 山添寛（相席スタート）

## アクセス
- 京阪バス66系統（比叡平団地行き）「比叡平一丁目」下車。徒歩3分